# Croquant de Cordes
Les croquants de Cordes sont des petits gâteaux secs aux amandes. C'est une spécialité de Cordes-sur-Ciel, au nord du département du Tarn en France.

## Présentation
Blancs d'œufs, farine et sucre sont mélangés puis additionnés d'amandes effilées. L'appareil est réparti en petits tas sur une plaque de cuisson avant une cuisson au four. Il donne une galette dorée et croustillante qui peut se conserver quelques jours dans une boite hermétique.
Si l'appareil est étalé, le produit sera fin et croustillant, dentelle, dans le cas contraire, il sera moelleux.

## Historique
Au XVIIe siècle, des amandiers donnaient, sur le plateau cordais, une récolte supérieure aux habitudes de consommation. Une aubergiste eut l'idée de cette recette mise à cuire au four après le pain à température douce. Sa texture lui donna son nom « croquant » et son terroir, le nom de Cordes-sur-Ciel.
Cette histoire est peut-être à ranger dans la catégorie des légendes puisque ni Émile Rieux dans son « bon aubergiste albigeois » publié en 1913, ni une inspection dans les années 1930, ne citent le croquant comme spécialité de Cordes. Il serait donc une création du XXe siècle. Toutefois, sa paternité n'est pas attribuée et plusieurs artisans se la disputent. La fabrication se fait dans une grande partie du département, mais seuls les grands croquants, très fragiles, sont élaborés à Cordes.

## Usage
Cette petite pâtisserie se sert avec un gaillac blanc, un café ou un thé, au dessert ou au goûter.

## Sources